# AIM-54 Phoenix
AIM-54 «Феникс» (англ. AIM-54 Phoenix) — американская управляемая ракета класса «воздух—воздух» большой дальности, оснащённая комбинированной (полуактивной/активной) радиолокационной системой наведения. Ракеты данного класса предназначались для защиты авианосных ударных групп от носителей противокорабельных ракет большой дальности.
Разрабатывалась фирмой Hughes Aircraft с 1960 года и стояла на вооружении ВМС США в 1974—2004 годах. Кроме США, поставлялась ВВС Ирана. Носитель этой ракеты — палубный перехватчик F-14 Tomcat.
Производством ракет занимались фирмы Hughes Aircraft и Raytheon. После поглощения фирмы Hughes в 1997 году, единственным производителем ракет является компания Raytheon.

## История разработки
Разработка «Феникса» началась в конце 1960-х годов, после прекращения проекта ВМС США палубного истребителя Douglas F6D Missileer с ракетой большой дальности AAM-N-10 Eagle. Работы над новой ракетой, получившей в ВМС обозначение AAM-N-11, были начаты компанией Хьюз, одновременно с разработкой системы управления огнём AN/AWG-9. В разрабатываемой ракете и СУО использовались технологии отработанные до этого на ракете AIM-47 Falcon и СУО AN/ASG-18 программы YF-12A ВВС США.
Изначально, комбинация Phoenix/AWG-9 должна была стать основным вооружением палубного F-111B планировавшегося как истребитель для завоевания превосходства в воздухе и перехватчик дальнего действия.
В июне 1963 года, при смене системы обозначений AAM-N-11 стали обозначать как AIM-54A. Лётные испытания опытного образца XAIM-54A начались в 1965 году, а первый управляемый перехват успешно выполнен в сентябре 1966 года. Программа испытаний Phoenix ещё продолжалась, когда проект разработки F-111B был отменён, а AIM-54 и AN/AWG-9 были включены в состав вооружения F-14 Tomcat, взявшего на себя роль F-111B.
Первые серийные ракеты AIM-54A были отгружены в 1973 году и были готовы к размещению вместе с первой эскадрильей F-14A в 1974 году.

## Боевое применение
Иран

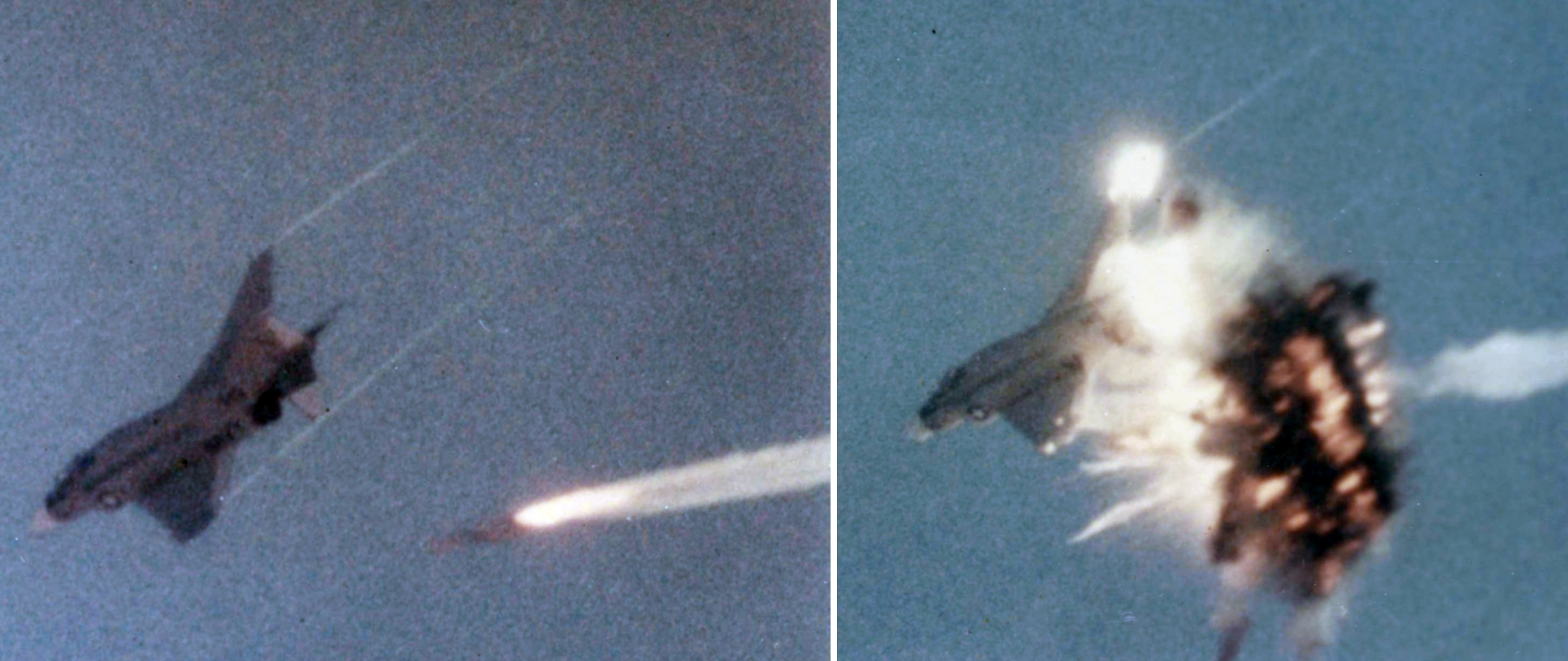
Попадание ракеты AIM-54 «Феникс» в беспилотный QF-4 Phantom II

Использовались ВВС Ирана в ирано-иракской войне. В частности, лётчик Мустафа Рустаи выпустил 4 такие ракеты, одержав с их помощью 3 подтвержденные победы (два МиГ-23 и один Мираж) и 1 вероятную. Согласно веб-сайту medium.com, зафиксирован случай, когда одной ракетой AIM-54 были сбиты сразу два иракских истребителя МиГ-23МФ, обе заявки не были подтверждены иракской стороной. В июне 1983 года ракетой AIM-54 был сбит высотный разведчик МиГ-25Р, пилотировавший его командир иракской эскадрильи погиб.
В октябре 1983 года иранцы попробовали применить ракеты AIM-54 Phoenix против противокорабельных ракет HY-2, которые запускались по иранским кораблям. Попасть по HY-2 ракетам AIM-54 так и не удалось, в свою очередь противокорабельные ракеты успешно поразили и уничтожили свою цель.
Средства борьбы
С января 1981 года иракской стороной стало отмечаться использование надувных шаров с радарными отражателями для обмана иранских перехватчиков. В частности, отмечалось что истребители F-14 тратили дорогостоящие ракеты AIM-54 на такие ложные цели.
США
В 1991 году в ходе войны в Персидском заливе командир объединёнными ВВС коалиции американский генерал-лейтенант Чарльз Хорнер запретил использование таких ракет, чтобы не сбивать свои же самолёты. В январе 1999 года американским пилотам перехватчиков F-14 всё же удалось выпустить 2 таких ракеты по иракским МиГ-25, однако ни одна AIM-54 Phoenix в цель не попала. В сентябре этого же года был ещё случай запуска ракеты «Феникс» по иракскому МиГ-23, однако, в очередной раз AIM-54 не смогла попасть в цель.

## Эксплуатанты
Современные
- Военно-воздушные силы Ирана
  - Grumman F-14A Tomcat

Бывшие
- Военно-морские силы США
  - Grumman F-14A Tomcat
  - Grumman F-14B Tomcat
  - Grumman F-14D Super Tomcat

Планировалось, что ракета AIM-54 будет устанавливаться на истребитель F-15N, который является палубной версией истребителя F-15 Eagle, однако его разработка была прекращена.

### Тактико-технические характеристики
| Модификация                             | AIM-54A                            | AIM-54B                            | AIM-54C                     | AIM-54C+                    | AIM-54C ECCM/Sealed         |
|                                         |                                    |                                    |                             | AIM-54C Sealed              |                             |
| --------------------------------------- | ---------------------------------- | ---------------------------------- | --------------------------- | --------------------------- | --------------------------- |
| Год начала поставок                     | 1974                               | 1977                               | 1986                        | 1986                        | 1988                        |
| Максимальная дальность пуска, км        | 135                                | 135                                | 150                         |                             |                             |
| Минимальная дальность пуска             | 3,7 км                             | 3,7 км                             | 3,7 км                      | 3,7 км                      | 3,7 км                      |
| Длина ракеты                            | 4,01 м (13 футов 1,8 дюйма)        | 4,01 м (13 футов 1,8 дюйма)        | 4,01 м (13 футов 1,8 дюйма) | 4,01 м (13 футов 1,8 дюйма) | 4,01 м (13 футов 1,8 дюйма) |
| Диаметр корпуса ракеты                  | 381 мм (15 дюймов)                 | 381 мм (15 дюймов)                 | 381 мм (15 дюймов)          | 381 мм (15 дюймов)          | 381 мм (15 дюймов)          |
| Размах крыла                            | 925 мм (36,4 дюйма)                | 925 мм (36,4 дюйма)                | 925 мм (36,4 дюйма)         | 925 мм (36,4 дюйма)         | 925 мм (36,4 дюйма)         |
| Размах рулей                            | 925 мм (36,4 дюйма)                | 925 мм (36,4 дюйма)                | 925 мм (36,4 дюйма)         | 925 мм (36,4 дюйма)         | 925 мм (36,4 дюйма)         |
| Стартовая масса, кг                     | 453                                |                                    | 462                         |                             |                             |
| Максимальная скорость полета            | 4,3 М                              | 4,3 М                              | 5 М                         | 5 М                         | 5 М                         |
| Боевая часть                            | Mk82 осколочно-фугасная            | Mk82 осколочно-фугасная            | WDU-29/B осколочно-фугасная | WDU-29/B осколочно-фугасная |                             |
| Масса БЧ                                | 60 кг (132 фунта)                  | 60 кг (132 фунта)                  | 60 кг (132 фунта)           | 60 кг (132 фунта)           | 60 кг (132 фунта)           |
| Система наведения                       | Комбинированная: ПРЛ ГСН + АРЛ ГСН | Комбинированная: ПРЛ ГСН + АРЛ ГСН | ИНС + АРЛ ГСН               | ИНС + АРЛ ГСН               | ИНС + АРЛ ГСН               |
| Отсек БЧ (Warhead Section)              |                                    |                                    | WAU-16/B WAU-20/B           | WAU-16/B WAU-20/B           | WAU-19/B WAU-21/B           |
| Взрыватель                              |                                    |                                    | DSU-28/B                    |                             |                             |
| Навигационный отсек (Guidance Section)  |                                    |                                    | WGU-11/B                    | WGU-11/B                    | WGU-17/B                    |
| Двигательный отсек (Propulsion Section) | MXU-637/B (WPU-3/B)                | MXU-637/B (WPU-3/B)                |                             |                             |                             |
| Маршевый РДТТ                           | Rocketdyne Flexadyne Mk 47         | Rocketdyne Flexadyne Mk 47         | Aerojet Mk 60               | Aerojet Mk 60               | Aerojet Mk 60               |
| Блок управления (Control Section)       | DCU-190/B                          | DCU-190/B                          | WCU-7/B                     | WCU-7/B                     | WCU-12/B                    |

## Производство
Программа закупок США.
| Финансовый год (контракт) | количество, штук | сумма, млн. $ | комментарий |
| ------------------------- | ---------------- | ------------- | ----------- |
| 1974 (Lot 1)              | 240              | 93            |             |
| 1975 (Lot 2)              | 340              | 93            |             |
| 1976 (Lot 3)              | 340              | 97            |             |
| 1977 (Lot 4)              | 240              | 105           |             |
| 1978 (Lot 5)              | 210              | 85            |             |
| 1979 (Lot 6)              | 210              | 85            |             |
| 1980 (Lot 7)              | 60               | 106           |             |
| 1981 (Lot 8)              | 210              | 159           |             |
| 1982 (Lot 9)              | 72               | 196           |             |
| 1983 (Lot 10)             | 108              | 231           |             |
| 1984 (Lot 11)             | 265              | 322           |             |
| 1985 (Lot 12)             | 265              | 423           |             |
| 1986 (Lot 13)             | 265              | 326           |             |
| 1987 (Lot 14)             | 205              | 278           |             |
| 1988 (Lot 15)             | 360              | 362           |             |
| 1989 (Lot 16)             | 403              | 394           |             |
| 1990 (Lot 17)             | 420              | 326           |             |

Очень высокая стоимость ракет привела к казусу: по окончании Холодной войны выяснилось, что многие пилоты палубной авиации ВМС США за время своей службы на F-14 ни разу не осуществляли учебно-тренировочных пусков AIM-54.

## Сравнение с аналогами
| Название, индекс | Страна        | Статус                                                 | Максимальная дальность, км | Год принятия на вооружение | Масса (стартовая / боевой части), кг | Количество ступеней | Носители                 | Изображение |
| ---------------- | ------------- | ------------------------------------------------------ | -------------------------- | -------------------------- | ------------------------------------ | ------------------- | ------------------------ | ----------- |
| AIM-47 Falcon    | США           | На вооружение не принималась                           | 210                        |                            | 360 / ?                              | 1                   | YF-12                    |             |
| AAM-N-10 Eagle   | США           | На вооружение не принималась                           | 200                        |                            | 582 / 75                             | 2                   | F6D                      |             |
| AIM-54 Phoenix   | США           | В настоящее время стоит на вооружении только ВВС Ирана | 184                        | 1974                       | 460 / 60,75                          | 1                   | F-14                     |             |
| Р-33             | СССР · Россия | Эксплуатируется                                        | 160                        | 1981                       | 490 / 47                             | 1                   | МиГ-31                   |             |
| Р-37             | СССР · Россия | Эксплуатируется                                        | 200/300                    | 1989                       | 600 / 60                             | 1                   | МиГ-31, Су-27, Су-35     |             |
| AIM-152 AAAM     | США           | На вооружение не принималась                           | 270                        | [ 19 ]                     | 172 / 22,7                           | 1                   | F-15, F-22               |             |
| КС-172           | Россия        | В разработке (лётные испытания)                        | 400                        |                            | 750 / 50                             | 2                   | Су-30МК, Су-35/БМ, Су-57 |             |